# 태룡초등학교
태룡초등학교는 대한민국 경상남도 밀양시 단장면 태룡리에 있는 공립 초등학교다.

## 학교 연혁
- 1924년 9월 1일 태룡공립보통학교(4년제) 개교
- 1927년 3월 20일 6년제 인가
- 1938년 4월 1일 태룡공립심상소학교로 개칭
- 1941년 4월 1일 태룡공립국민학교로 개칭
- 1945년 9월 1일 태룡국민학교로 개칭
- 1945년 9월 24일 초대 박성탁 교장 취임
- 1953년 4월 1일 국전분교장 설치
- 1961년 10월 5일 국전분교장 통폐합
- 1970년 12월 27일 현 위치 본교사 5개교실 준공
- 1971년 9월 1일 현 위치로 교사 이전
- 1981년 3월 1일 병설유치원 개원
- 1995년 2월 6일 급식학교 운영
- 1996년 3월 1일 태룡초등학교로 개칭
- 1999년 9월 1일 안법초등학교 통폐합
- 2002년 12월 23일 병설유치원 교실 증축
- 2008년 3월 28일 다목적 강당 개관
- 2013년 9월 1일 제30대 김화식 교장 취임
- 2015년 2월 17일 제87회 졸업 (총4,921명)
- 2016년 9월 1일 제31대 김명섭 교장 취임
- 2017년 2월 17일 제89회 졸업 (총4,933명)
- 2024년 9월 1일 개교 100주년

## 참고 자료
- 태룡초등학교 - 한국교육학술정보원 학교알리미